# Skálholt

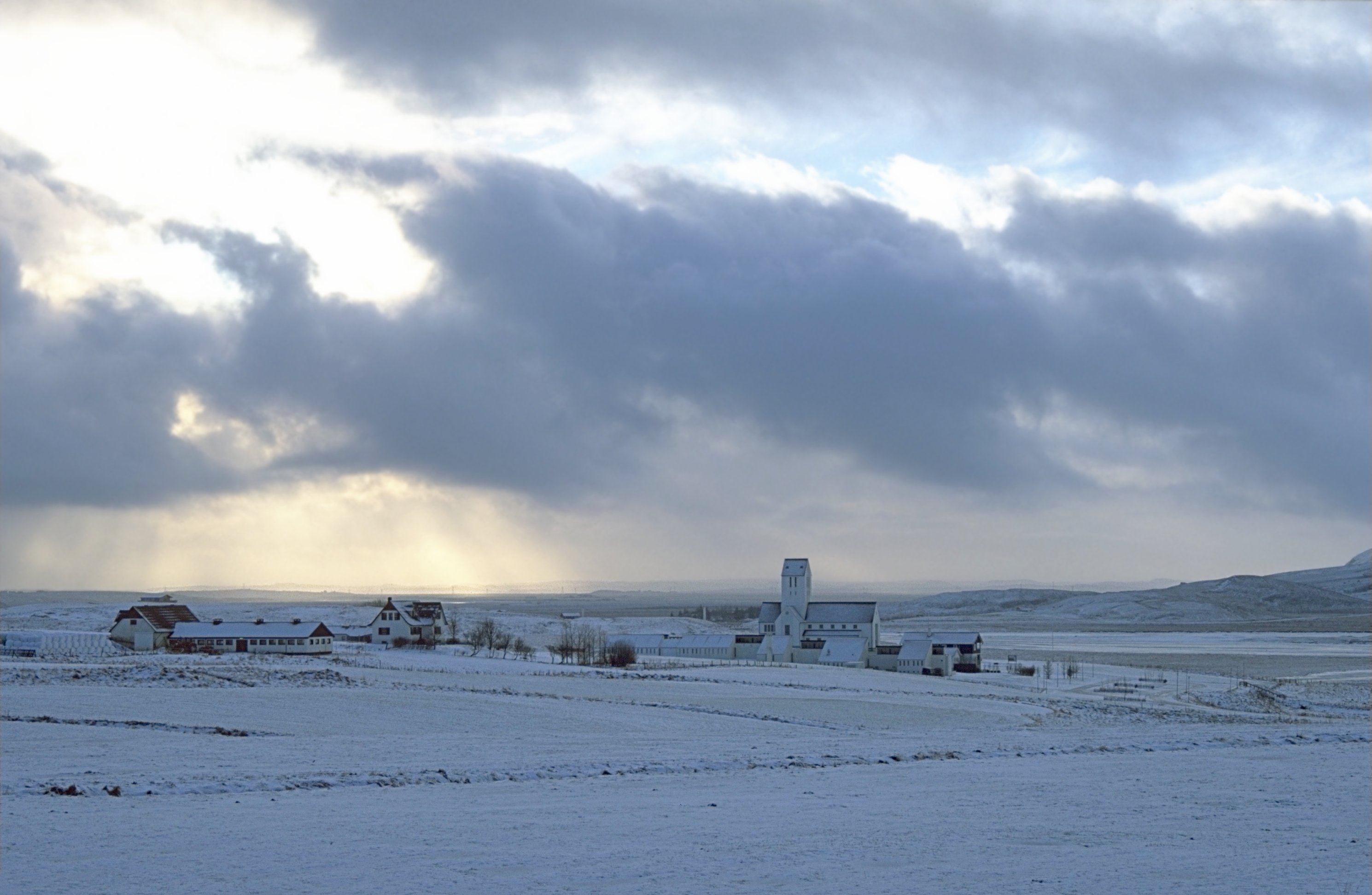
Skálholt no inverno

Skálholt (em islandês antigo: Skálaholt) é um sítio histórico nacional situado no sul da Islândia, entre os rios Hvítá e Brúará.

Foi a primeira sede episcopal da Islândia, fundada em 1056, até ser transferida para Reiquiavique em 1796.

## História
Por volta do ano de 998, o padre Þangbrandur da corte de Olavo Tryggvason passa o inverno em Skálholt enquanto prega o Cristianismo pela Islândia. Em sua estadia no lugar, ele batiza Gissur, o branco e sua família. O pai de Gissur fora o primeiro a habitar a pequena vila. Por volta do ano 1000, Gissur constrói a igreja da cidade. Seis anos depois, nasce seu filho, Ísleifur, que se torna bispo da cidade. Mais tarde, Ísleifur começa a ensinar às pessoas jovens em uma escola de padres. Essa escola era o começo do primeiro colégio da Islândia, o Skálholtsskóli hinn forni. Em 1153, o bispo Klængur Þorsteinsson construiu uma grande catedral feita com madeira importada da Noruega. Por séculos, Skálholt foi o centro de ensino e cultura na Islândia, até a Reforma protestante em 1550. No começo do século XIII, com cerca de duzentos habitantes, é considerada a maior cidade da Islândia.

Em 1542, chega em Skálholt o primeiro padre luterano, Gissur Einarsson. Em 1550, o último bispo Católico da Islândia, Jón Arason, bispo de Hólar, junto com seus dois filhos, é decapitado em Skálholt. Ele fora acusado de opor-se à Reforma imposta pelo rei da Dinamarca.
Em 1784, entre os dias 14 e 16 de agosto, ocorre um enorme terremoto que destrói muitas construções na cidade. A igreja, que já passara por pelo menos dois incêndios e fora completamente destruída por uma tempestade em 1318, depois da qual foi reconstruída, sobreviveu ao terremoto. Depois da catástrofe, o bispado da Islândia passou de Skálholt a Reykjavík, e a cidade ficou praticamente abandonada por muito tempo. Só em 1956, começaram trabalhos de restauração na igreja e na escola. Os trabalhos terminam em 1963. A nova escola chama-se Skálholtsskóli hinn nýi. Hoje, a igreja de Skálholt é conhecida pelo seu tamanho: ela tem um comprimento de 30 metros, e as suas predecessoras chegaram até a 50 metros.

## Bispos de Skálholt
Veja Lista de bispos de Skálholt